# Benoît XII
Pour les articles homonymes, voir Benoît, Jacques Fournier et Fournier.
Jacques Fournier, né vers 1285 et mort le 25 avril 1342, est un inquisiteur et évêque français issu d'une famille modeste du comté de Foix. Il devient le 197e pape de l’Église catholique sous le nom de Benoît XII.

## Biographie

### Jeunesse et formation religieuse
Jacques Fournier, né à Canté près de Saverdun (Ariège), est d’humble origine, fils d’un boulanger ou plus vraisemblablement d’un meunier.
Son oncle maternel, Arnaud Novel, se charge de l’éducation du jeune Jacques. Cet oncle, moine cistercien, abbé de Fontfroide (Aude), futur cardinal, l’attire dans ce monastère, puis l’envoie au collège Saint-Bernard à Paris. Jacques Fournier fréquente les Universités et devient docteur en théologie.
Il est nommé abbé de Sainte-Marie de Fontfroide de 1311 à 1317, succédant ainsi à son oncle promu cardinal par le pape Clément V et légat en Angleterre. Déjà connu pour son érudition et sa rigueur, il est nommé le 19 mars 1317, évêque de Pamiers, et le 3 mars 1326, évêque de Mirepoix.

### Inquisiteur
L’épiscopat de Jacques Fournier à Pamiers est caractérisé par l'efficacité avec laquelle il poursuit les hérétiques albigeois, réfugiés dans ces lieux retirés du haut pays ariégeois. Les évêques appaméens ne se sont jusqu'alors guère préoccupés de l’orthodoxie des pensées de leurs ouailles. Il met à profit une décision du concile de Vienne (1312) qui permet à l’évêque de se joindre au tribunal d’inquisition, pourtant du seul ressort des dominicains. Il dirige donc le tribunal d’inquisition en collaboration avec Gaillard de Pomiès et Jean de Beaune, tous deux dominicains à Carcassonne.
Du 15 juillet 1318 au 9 octobre 1325, cette cour de justice siège 370 jours, donnant lieu à 578 interrogations et concernant 98 dossiers. Au cours de la comparution, l’évêque pose les questions, fait préciser tel ou tel point. Les interrogatoires qu’il dirige traduisent un inquisiteur expert, arrachant les aveux avec habileté. Cette tâche lui est facilitée par le fait qu’il connaît bien le pays et surtout sa langue contrairement aux inquisiteurs pontificaux, qui sont souvent des Français. L’accusé peut être laissé libre ou mis en prison. Les moyens de pression sont l’emprisonnement et l’excommunication. Jacques Fournier a recours à la torture de façon sporadique. Au terme de cette procédure, cinq comparants sont exécutés par le bûcher : quatre vaudois de Pamiers, et le relaps albigeois Guillaume Fort de Montaillou. Une autre source indique, sur 114 personnes mises en cause, cinq sont remises au bras séculier (bûcher), 48 emprisonnements, le reste, soit plus de la moitié, étant des pénitences diverses et des acquittements.
Les interrogatoires ont été transcrits en un certain nombre de volumes. Il subsiste un gros registre en parchemin de 325 p. in folio conservé à la bibliothèque vaticane sous le numéro 4030.
Divers érudits et historiens ont pris connaissance de ce document : Ignaz von Döllinger, Charles Molinier, Marie-Jean-Célestin Douais, Jean-Marie Vidal et Jean Duvernoy qui en a fourni la publication intégrale en 3 volumes (1965) ainsi que la traduction de l'ensemble des interrogatoires conservés. Par ces registres est connu le sort réservé à Béatrice de Planisolles, longuement interrogée et condamnée en 1321,.
Utilisant l’extraordinaire document qu’est ce registre d’inquisition, qui donne une foule de renseignements sur la vie quotidienne d’humbles villageois, Emmanuel Le Roy Ladurie, professeur au collège de France et membre de l’Institut, a publié un ouvrage historique, Montaillou, village occitan de 1294 à 1324. Ce livre, publié en 1975, a eu un succès considérable dans plusieurs pays et a été tiré à plus de deux millions d’exemplaires.

### Cardinal
Pour le récompenser de son zèle, Jean XXII, le 18 décembre 1327, le crée cardinal de Saint-Prisque. Il conserve l’habit blanc de l’ordre des cisterciens auquel il appartient, d’où son nom de cardinal blanc. Il acquiert une entière confiance de la part du pape, qui lui confie des affaires délicates : il est juge dans les procès intentés à l’inquisiteur de Carcassonne, Jean Galand ou au prêtre breton, Yves de Kérinou.

### Pontificat

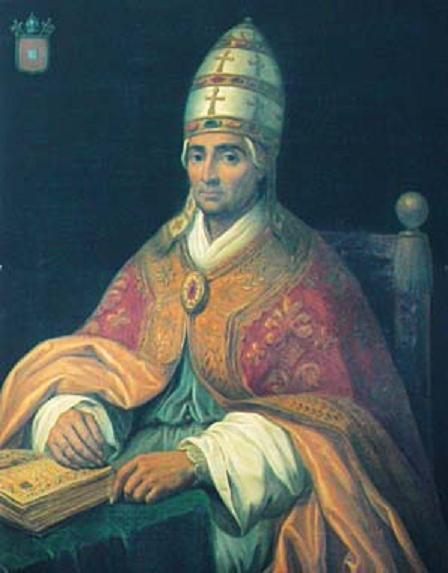
Benoît XII, tel qu’imaginé par Henri Serrur en 1839/1840.

Ce fut le 4 décembre 1334 que s’éteint Jean XXII. Le Sacré Collège entre en conclave dès le 13 décembre. Le cardinal de Talleyrand a son candidat, Jean Raymond de Comminges, qu’il défend brillamment. Mais le choix de la résidence pontificale entre Avignon et Rome est l’occasion d’une violente altercation entre les deux princes de l’Église, le cardinal de Comminges refusant de prendre l’engagement de ne pas ramener la papauté à Rome.
Conséquemment, Napoléon Orsini fait passer le sien le 20 décembre. C’est Jacques Fournier, le cardinal blanc. Faux modeste, le nouveau pontife déclare :
« Vous venez d’élire un âne ».
À peine désigné par le Collège des cardinaux, le 23 décembre 1334, il condamne spirituels et fraticelles. Après avoir choisi le nom de Benoît XII en l’honneur du patron de l’Ordre des cisterciens dont il était issu, le nouveau pape est couronné en l’église des dominicains d’Avignon, le 8 janvier 1335, par le cardinal Napoléon Orsini, qui a déjà couronné les deux papes précédents.
Cet homme, au corps lourd et malade, va se révéler être un pontife austère et prudent, esclave de ses principes, mais ménager des deniers ecclésiastiques. Durant son pontificat, il s’applique à la réforme des ordres religieux, se montre attentif à l’attribution des bénéfices ecclésiastiques, refuse tout népotisme adopté par ses prédécesseurs, et est un grand bâtisseur.

#### Le réformateur de la curie et des ordres religieux
Le 13 janvier, il commence à s’atteler à la réforme de l’administration pontificale et chargea Jean de Cojardan, son trésorier, de réformer la Curie. Puis il entreprend celle des Ordres monastiques, la discipline et la ferveur dans les différents ordres religieux s'étant relâchées.
Le 12 juillet 1335, le pontife séjourne au palais des papes de Sorgues et date de Pont-de-Sorgues sa bulle Fulgens sicut stella qui fait obligation aux moines de pratiquer pauvreté, mortification et travail manuel.
L'ordre qui attire le plus son attention est celui de Cîteaux, objet de différentes réformes sans grand succès. Benoît XII impose une réforme plus efficace par la bulle Summi magistri dignatis du 20 juin 1336, dont le principe est de regrouper les différentes abbayes en un certain nombre de provinces, et de les soumettre à une discipline commune. Cette bulle dite « bénédictine » n’a pas tout l’effet souhaité.
Le 28 novembre 1336, à l'intention des franciscains, il émet la bulle Redemptor noster, suivie de Ad decorem ecclesiae sponsae pour les chanoines réguliers en mai 1339.

#### L'impossible retour en Italie
Le 1er octobre 1335, Benoît XII fait savoir, lors d’un consistoire, qu’il désirerait retourner en Italie et s’installer à Bologne. Mais le peu d’empressement que marquèrent les Bolonais à l’accueillir lui fait abandonner son projet. Les Angevins de Naples se proposent aussi de l'accueillir. Mais, au cours de cet automne, Robert d’Anjou fait parvenir, en son nom et en celui de la reine Sancia, une demande de privilège au Souverain Pontife autorisant son beau-frère Philippe de Majorque à faire de l'abbaye Santa Chiara de Naples un monastère où serait pratiquée à la lettre la règle de saint François. Le pape refuse.
Et pour bien se faire comprendre, sa bulle Redemptor noster du 28 novembre 1336 condamne les fraticelles et prescrit aux franciscains l’uniformité des vêtements et l’assiduité aux offices divins.

#### Refus du népotisme
Parmi tous les papes d’Avignon, Benoît XII se signale par son refus du népotisme. En effet, il hésite longuement, et se décide seulement sur l’insistance de ses cardinaux pour confier le siège archiépiscopal d’Arles à son neveu, l’augustin Jean de Cardone.
Lorsque des parents viennent le voir à Avignon, il se contente de les dédommager de leurs frais de voyage. Seule sa nièce Faiga qui avait perdu son père, frère du pontife, a droit à 2 000 florins d’or, et à un mariage sans aucun faste.

#### Une croisade compromise par…
Le 29 janvier 1336, à Pont-de-Sorgues, lors d’un consistoire solennel, Benoît XII rend publique sa décrétale Benedictus Dominus Deo in donis suis, condamnant les thèses théologiques de Jean XXII qui estimait que les âmes des saints n'avaient pas accès à la vision béatifique avant le jugement dernier.
Au début du mois de mars 1336, le roi de France Philippe VI et son fils, Jean de Valois, arrivent à Avignon. Dans leur suite se trouvent le roi Jacques III de Majorque et Philippe d’Évreux. Tous se retrouvent à Villeneuve-lès-Avignon pour traiter du sort de la Navarre. Ce 14 mars 1336, un traité est signé réglant définitivement l’appartenance de ce royaume qui revient à Jeanne, fille du Hutin, épouse de Philippe d’Évreux. En contrepartie, la reine cède la Brie et la Champagne à Philippe VI.
À la demande de Hugues IV de Lusignan, roi de Chypre, Benoît XII rappelle à Philippe VI de Valois qu’il se devait d’entreprendre son voyage d’outre-mer. Le 26 mars, le jour du vendredi-saint, le pape lance l’appel général à se croiser. Quatre cardinaux, conduits par Hélie de Talleyrand-Périgord, doivent assister le roi de France dans sa capitainerie générale. Le Valois demande alors à Benoît XII de convoquer une conférence des princes et des rois chrétiens.
Philippe VI resta dans la cité papale jusqu’au 1er août, puis se rendit à Aigues-Mortes, Lattes, le port de Montpellier, Narbonne et Marseille pour inspecter la « flotte des Francs » qui devait transporter 60 000 hommes outre-mer. Elle fut jugée insuffisante. Et bien que « la croix estoit en si grand fleur de renommée qu’on ne parloit ni ne divisoit d’autre chose », la croisade tomba à l’eau tandis que la guerre de Cent Ans allait commencer.

#### … le début de la guerre de Cent Ans
Une étincelle venait de mettre le feu aux poudres, le 12 août 1336. Édouard III avait été condamné par le Parlement de Paris, sur plainte de son créancier, le sire de Navailles. Il réplique en interdisant à ses négociants en laine tout commerce avec le comté de Flandre dont le comte Louis de Nevers était l’allié du roi de France. Le plat pays, qui ne vivait que de ses filatures était en passe d’être ruiné. Aussitôt, Philippe VI donne ordre à sa flotte méditerranéenne de rejoindre les ports flamands pour menacer les côtes anglaises.
Benoît XII délègue immédiatement ses légats aux deux rois. La mission des deux prélats, Bertrand de Montfavet et Pedro Gomez de Barrosso, dit le cardinal d’Espagne, va se heurter à des forces économiques énormes. Le lobby anglais de la laine brute, inquiet de la présence maritime française, incita Édouard III à répliquer à Philippe VI de Valois. La contre-attaque sur le plan dynastique sembla la meilleure.
Le roi d’Angleterre se posa dès lors en tant qu’héritier direct de la couronne de France. Il attendit jusqu’au 7 octobre pour se rendre à l’abbaye de Westminster afin de réserver son hommage au Valois et revendiquer publiquement le trône de France. À la fin du mois, il en informait le pape par lettre.
Le 10 novembre 1337, la guerre de Cent Ans débutait. En Flandre, les Anglais prennent pied sur l’île de Cadzand, tandis que la flotte française offre bataille à celle du roi d’Angleterre à Southampton. Benoît XII, par ses légats, sollicite une trêve qui est acceptée par les deux parties.

#### Le palais des papes d’Avignon
Ce ne fut pourtant pas ce conflit franco-anglais qui incite le pape à se faire édifier un palais fortifié en Avignon, mais la crainte d’une intervention armée de l’empereur Louis de Bavière, allié de l’Angleterre. Il en charge, dès le printemps, son architecte Peysson de Mirepoix.

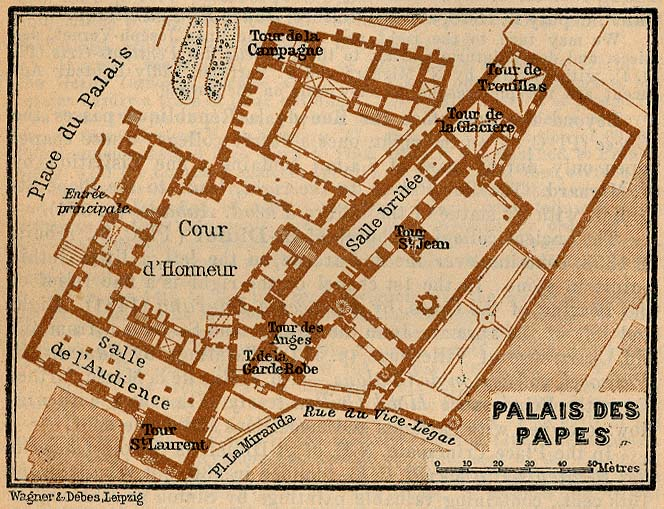
Plan du palais des Papes avec la situation des différentes tours et du palais vieux.

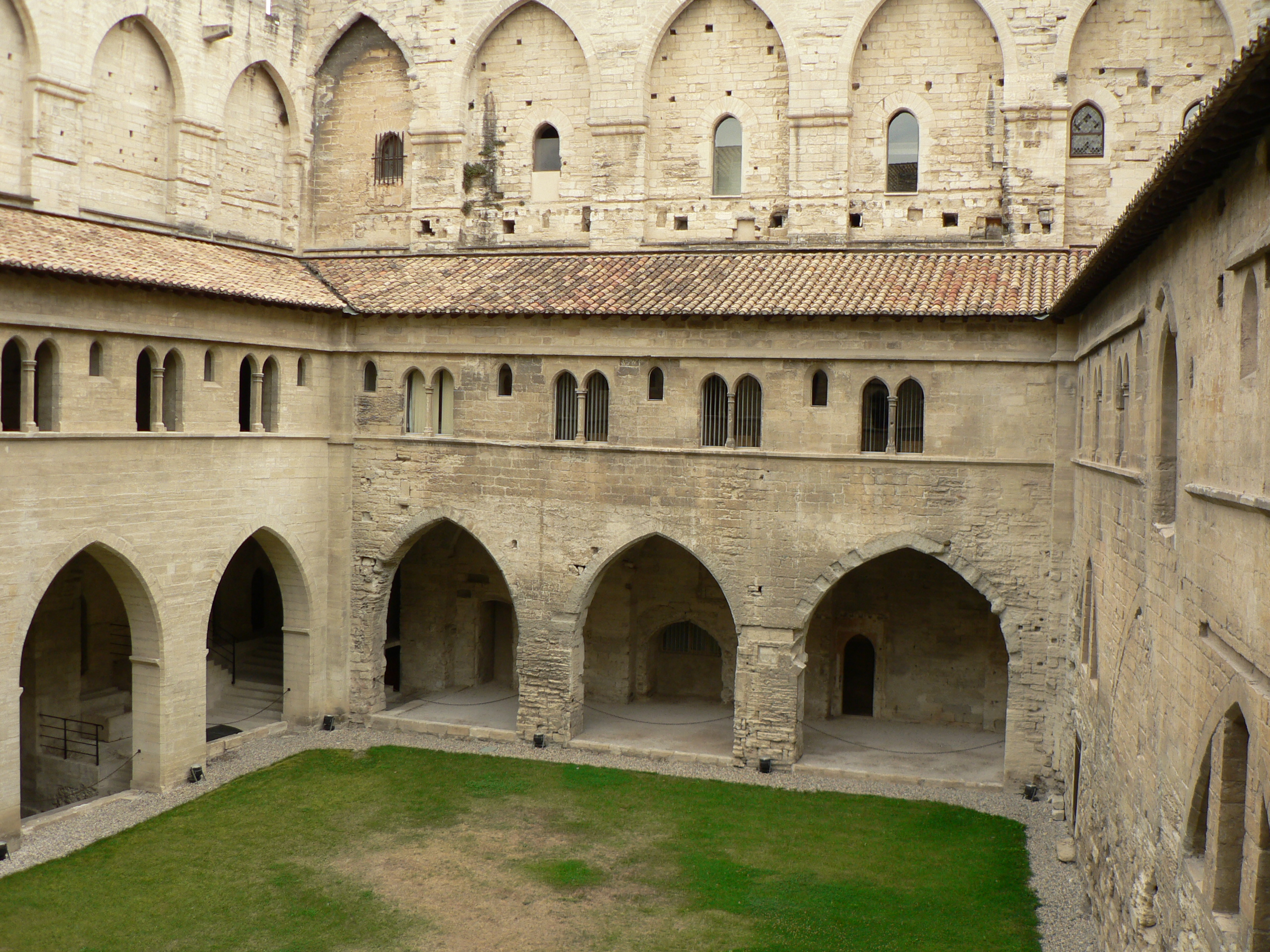
Le cloître, œuvre de Pierre Peysson.

C'est dès 1335, que le pontife avait fait venir Pierre Peysson, un architecte qu’il avait employé à Mirepoix, le chargeant de réaménager les tours du palais épiscopal ainsi que la chapelle pontificale. En attendant, il s'était installé dans le palais construit à Pont-de-Sorgues par son prédécesseur, pour y rester les quatre mois d’été. On sait que le 5 septembre 1335 était arrivé à Avignon le lion que Benoît XII avait fait venir de Sicile pour garder son palais sorguais.

Déjà sur ses ordres, en avril 1335, Pierre Peysson avait jeté les fondements de la « tour des Anges » et de la chapelle pontificale nord. Ces bâtiments furent consacrés, le 23 juin 1336, par le camérier Gaspard de Laval. Le 5 du même mois, le pape avait justifié sa décision auprès du cardinal Pierre des Prés : 

« Nous avons pensé et mûrement considéré qu’il importe beaucoup à l’Église Romaine d’avoir dans la cité d’Avignon où réside depuis longtemps la Cour romaine et où nous résidons avec elle, un palais spécial où le pontife romain puisse habiter quand et aussi longtemps qu’il lui paraîtra nécessaire. »

Par ce bref, le pape répondait à Pétrarque qui, par deux fois, en 1335 et 1336, lui avait écrit, afin de l’exhorter à retourner à Rome. Du coup, le poète le traita méchamment d’« ivrogne invétéré ».
Le décès du cardinal Arnaud de Via, neveu de Jean XXII, permet à Benoît XII d’acheter la livrée de ce prélat située à l’emplacement de l’actuel Petit Palais pour y loger l’évêque d’Avignon dont le siège est rétabli. Le pape peut ainsi disposer à sa guise de l’ancien palais de l’évêque et entreprendre les travaux qu’il juge nécessaires.
Dans un premier temps, Benoît XII s’installe dans les appartements de son prédécesseur et fait réaliser deux vastes chantiers : la construction d’une nouvelle église au nord et, sur des terrains nouvellement acquis, dans l’aile est, l’édification d’une imposante tour de 46,5 m de haut appelée tour du pape ou des anges ou de plomb à cause de la toiture constituée de feuilles de ce métal.
Benoît XII entreprend ensuite de faire disparaître les trois ailes est, sud et ouest du premier palais de Jean XXII pour les reconstruire en leur donnant plus d’espace. Ainsi est réalisée l’aile du conclave au sud qui comprend également l’appartement réservé aux hôtes de marque. Les travaux se poursuivent par l’aile orientale avec la salle du consistoire, les tours Saint-Jean, de la cuisine neuve et des latrines.
La bibliothèque pontificale est installée dans la « tour des Anges ». L’année 1337 voit en mars le début de la construction des appartements pontificaux ; en novembre, la construction de la grande aile et de l’aile du midi. En 1338, au mois de juillet, sont achevés la « tour des Latrines » et de la petite tour de Benoît XII ; en septembre, les appartements pontificaux sont prêts tandis qu’au mois de décembre, commence la construction du cloître. En mars 1339, sa structure est terminée.
En août de la même année, débute la construction de la « tour Campane » et de l’aile des familiers ; et dans le dernier semestre on assiste à la fin des grands travaux du palais pontifical, la cuisine et les dépendances étant achevées. En début d’année 1340, la décoration du cloître est réalisée ; en juin, c’est la fin de la construction de l’aile des familiers qui jouxte la « tour Campane ». C’est là que seront logés empereur, rois, princes et ducs. Pour l'instant, dès décembre, cette tour achevée sert de logement aux marchands « à la suite de la Cour de Rome », le plus bas étage étant utilisé pour entreposer leurs marchandises. Enfin en août 1341, la tour du Trouillas (pressoir) est mise en chantier.
Malgré son austérité, Benoît XII avait même envisagé, sur les conseils de Robert d’Anjou, d’engager Giotto pour décorer la chapelle pontificale. Seule sa mort en 1336 empêcha ce projet. Ce fut Simone Martini, le chef de file de l’École de Sienne, qui vint à Avignon décorer le palais, à la demande du cardinal Stéfaneschi.
L’architecture de ce palais est austère, le décor sobre. En revanche, Benoît XII impose un système défensif efficace : toits de tuiles bordés de créneaux et de mâchicoulis, tours munies de dépôts d’armes et de postes de guet.

#### L’affaire du Dauphiné
Humbert II, dauphin du Viennois, nomme le 20 juin 1337, Agoult des Baux, oncle de son épouse, administrateur de ses finances privées. En janvier 1338, le Dauphin, confronté au problème de ses caisses vides, lui donne ordre de poursuivre les Juifs, les Lombards et les Toscans dans ses États. Accusés d’usure et de contrats usuriers, ils furent taxés de fortes amendes.
Benoît XII, retrouvant sa jeunesse, envoie aussitôt sur place Johannes de Badis, son Grand Inquisiteur de Provence, pour rechercher les juifs convertis et relaps du Dauphiné.
Le rôle politique d’Agoult des Baux s’amplifie lors des négociations de paix entre le dauphin et Vienne, en juillet 1338, à la suite de la révolte des Viennois. Au cours de l’été, Humbert doit emprunter 30 000 florins au pape pour solder ses troupes. Sa dette est gagée sur ses terres et il propose au pontife de lui vendre le Dauphiné contre 452 000 florins.
Sans doute mis au courant des convoitises du roi de France, le pontife lui en offre 150 000, tout en décidant d’enquêter sur les revenus domaniaux du dauphin. Entre janvier et juillet 1339, Jean de Cojordan, trésorier pontifical, et Jean d’Arpadelle, chapelain du pape, parcoururent le Viennois et le Briançonnais. Ils estimèrent les revenus annuels du dauphin à 27 970 florins, ce qui donnait une valeur théorique de vente pour le Dauphiné de 559 400 florins.

#### La politique delphinale de la France
En effet, Philippe VI et son conseiller l’archevêque de Rouen, Pierre Roger, avaient senti se dessiner une opportunité. Le roi de France engage d’abord à son service le brillant Agoult des Baux puis fait savoir au pontife qu’il accepte l’accession de son conseiller à la pourpre. C’est ce que fait Benoît XII par lettre bullée, en date du 12 décembre 1338. L’archevêque de Rouen arrive à Avignon le 5 mai 1339 et reçoit, le 12, le chapeau de cardinal.
Au cours de cette année, le Dauphin veut à nouveau mater une « émotion » à Vienne. Il se tourne vers le pape et obtient 15 000 florins qu’il promet de rembourser sous six mois. En octobre 1340, il demande un délai de paiement. En août 1341, il est toujours débiteur de 16 200 florins. Le cardinal Pierre Roger intervient auprès de Benoît XII, qu’il persuade d’excommunier le mauvais payeur.
Affolé, le pieux Humbert offre alors au pape de couvrir sa dette en donnant au Saint-Siège quelques-uns de ses fiefs. Toujours conseillé par Pierre Roger, Benoît XII fait une réponse négative à l’ambassade delphinale. Sans héritier, endetté jusqu’au cou, rejeté de l’Église, Humbert II allait être, sous peu, une proie facile pour le royaume de France.

#### L’échec des négociations d’Avignon
Trêve finie, à la Saint-Michel 1339, la guerre entre la France et l’Angleterre reprend. Pourtant à l’incitation de Benoît XII, Philippe VI envoya de concert avec Édouard III, des plénipotentiaires à Avignon. L’ambassadeur du roi d’Angleterre est le Génois Nicolino Fieschi. Il est attaqué, avec son fils Gabriele, dans sa résidence avignonnaise, le 17 avril 1340, par un « commando » venu de France qui s’était introduit dans la cité papale.
Une enquête met en cause Béranger Cotarel, le maréchal de Justice pontifical, qui avait laissé ouverte la porte Aiguière. Incarcéré, il est retrouvé empoisonné dans sa cellule. Pour l’exemple, son corps est pendu avant d’être jeté dans le Rhône. C'est alors que, le 16 juin, Nicolino et Gabriele Fieschi réapparaissent libres dans la rue Carreterie. Le parti français est mis en cause puis blanchi.
Le temps n’était plus à la négociation. Décidé à remettre un bon ordre féodal dans toute cette affaire, le roi de France ordonne à ses bâtiments de cingler vers le port de l’Écluse. Ils s’y présentent le 24 juin 1340 et sont anéantis. Cette défaite navale de l’Écluse coûta très cher au Valois en rendant les Anglais maîtres des mers.

#### La question italienne
Dans la péninsule, Benoît XII pratique une politique conciliatrice. Il accueille favorablement la demande d’Azzone Visconti pour l’annulation de la procédure inquisitoriale intentée contre sa famille, mais la mort du demandeur, le 16 août 1339 entrave la réalisation de l’accord qui est cependant trouvé le 15 mai 1341 pour les Milanais. Les difficultés sont plus grandes avec Bologne ; n’ayant pas obtenu satisfaction, le pape jette l’interdit sur cette ville et son université le 2 mars 1338. La levée de l’interdit, le 14 juin 1340, permet à Beltramino Paravicino, évêque de Côme de recevoir le serment de fidélité des Bolonais.

#### Décès

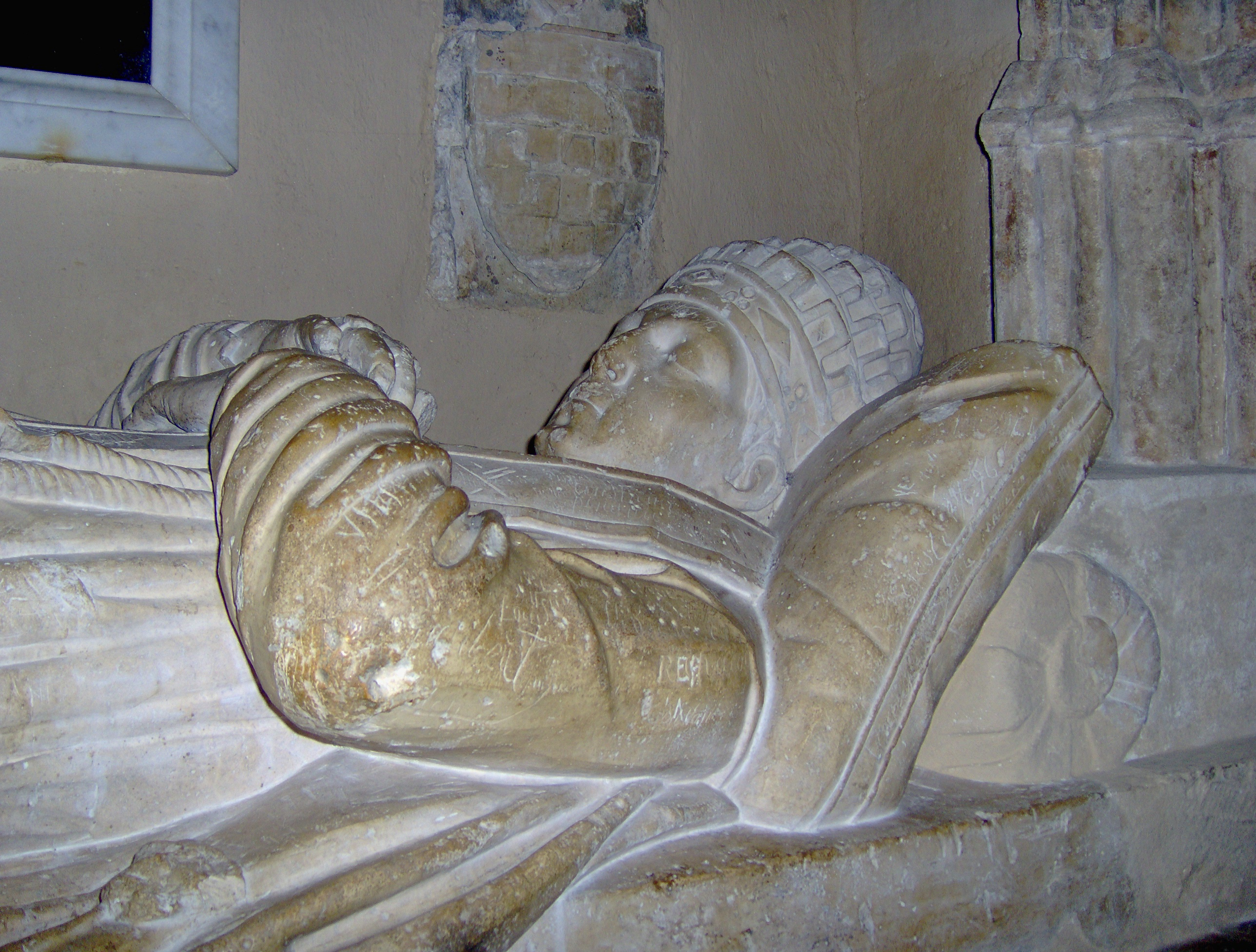
Gisant de Benoît XII, métropole de Notre-Dame-des-Doms d'Avignon.

À Avignon, Benoît XII voit ses forces décliner. Atteint de la gangrène, il meurt le 25 avril 1342.
Son désir d'être enterré comme son prédécesseur à la cathédrale Notre-Dame des Doms est respecté. Une chapelle spéciale est construite par Michel Ricoman et financée par son successeur Clément VI. Avant sa mort, Benoît XII a demandé à son trésorier, Jean de Cojordan, de traiter avec un imagier Jean Lavenier en vue de la construction d’un mausolée sur le modèle de celui de Jean XXII. La statue de Benoît XII repose sur un sarcophage couvert d’un dais à clochetons. Il n’en reste pratiquement rien. Le tombeau actuel est composé de diverses pièces provenant du monument élevé au cardinal Jean de Cros.
Après sa mort, on découvrit que le pape avait laissé 1 117 000 florins dans les caisses de la Révérende Chambre Apostolique. Pour justifier une telle somme, en dépit des dépenses occasionnées par la construction du palais des papes, le bruit courut, à Avignon, que le pontife, en cheville avec la vieille Mourdacaï, avait récupéré le trésor des juifs comtadins.

## Hommages

### La statue deBenoîtXIIau Vatican
Afin d’honorer la mémoire de Benoît XII, pour s'être occupé de la restauration de l'ancienne Basilique Saint-Pierre de Rome, une statue à son effigie y est placée au-dessus de la porte de l'une des nefs. Enlevée lors de la construction de l'actuelle basilique au XVIe siècle av. J.-C., cette statue se trouve actuellement dans les Cryptes vaticanes. Il s’agit d’un buste en marbre blanc, coiffé de la tiare qui était encore à deux couronnes. Il bénit de la main droite et tient de la main gauche les deux Clefs de S. Pierre, emblème de son pouvoir apostolique.

## Œuvres

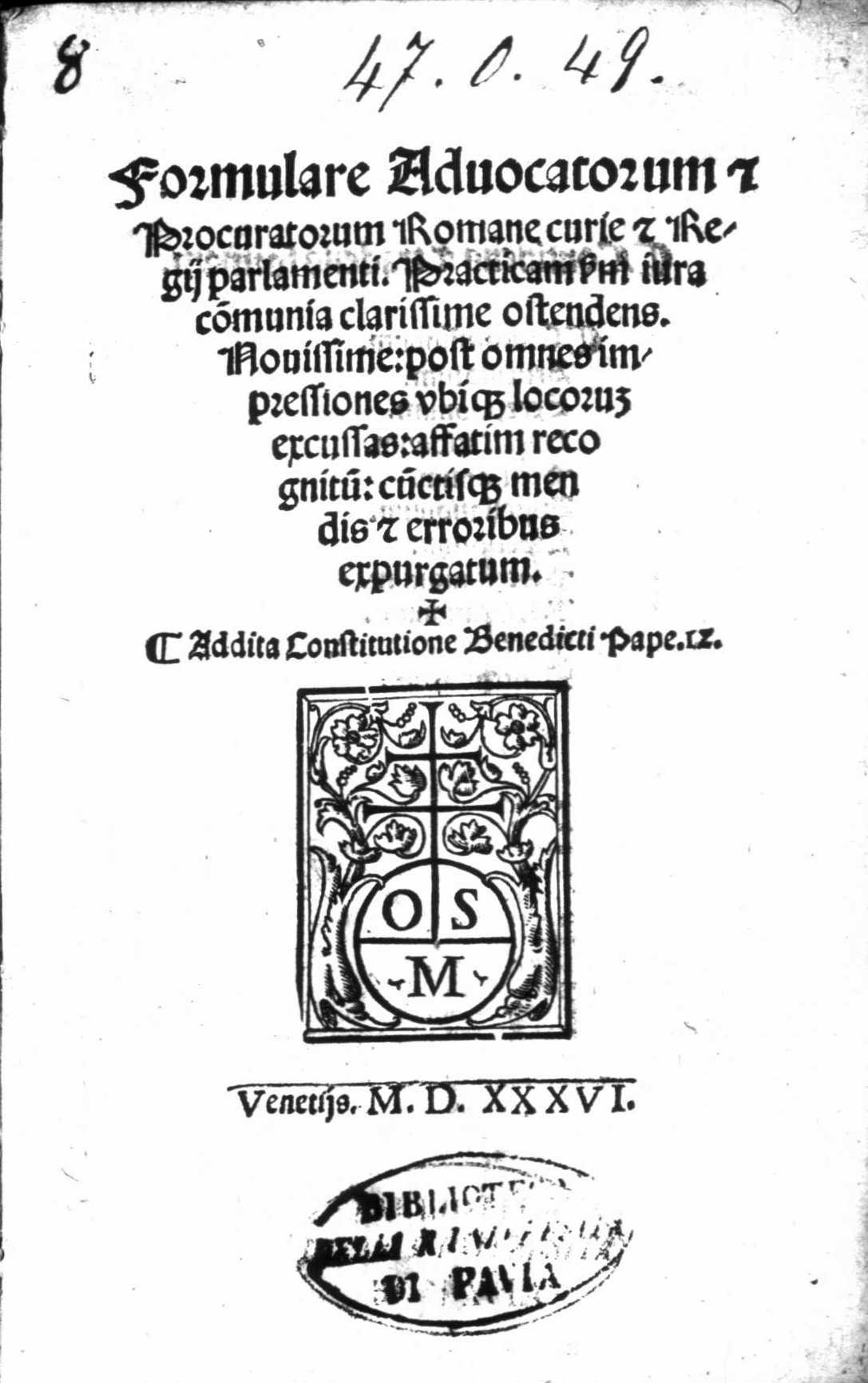
Formulare advocatorum et procuratorum Romane curie et regii parlamenti, 1536.

- (la) Formulare advocatorum et procuratorum Romane curie et regii parlamenti, Venise, Ottaviano Scoto il giovane, 1536 (lire en ligne)